# Touring the Angel
La gira Touring the Angel de la banda inglesa Depeche Mode comenzó el 28 de octubre de 2005 en Nueva York y terminó el 1 de agosto de 2006 en Atenas. La gira presentó el álbum Playing the Angel del 2005.
En esta gira Depeche Mode visitó por primera vez Eslovaquia, Eslovenia, Bulgaria y Rumanía.
Los conciertos del 18 y el 19 de febrero de 2006 en la ciudad de Milán, Italia, fueron capturados y editados como álbum en directo en DVD con el nombre Live in Milan.

## Descripción
El concierto del 4 de junio de 2006 en Nürburgring, Alemania, correspondiente al festival Rock am Ring, fue grabado en su versión audiovisual por el canal norteamericano MTV y la televisión alemana.
Adicionalmente todos los conciertos de la tercera y cuarta mangas fueron grabados y puestos a la venta bajo el nombre genérico Recording the Angel, todos en formato de doble CD o como descargas digitales de Internet, aunque en ediciones limitadas y exclusivas principalmente en las plazas en donde se llevaron a cabo.

## Créditos
Durante toda la gira, Depeche Mode se presentó en escenarios como un quinteto, tal como en los dos anteriores tours.
David Gahan - vocalista.
Martin Gore - segundo vocalista, guitarras eléctrica y acústica, sintetizador, bajo eléctrico y segunda voz.
Andrew Fletcher - sintetizador.
Christian Eigner - batería.
Peter Gordeno - sintetizador, piano, bajo eléctrico y apoyo vocal.

## Temas interpretados
A diferencia de las anteriores giras se optó por piezas prácticamente de todos los álbumes, hasta del primero, y desde luego inclinación al álbum Playing the Angel, además de ello, se continuó con el ínter “acústico”, el llamado Encore en inglés, el cual en realidad fue una canción interpretada por Martin Gore con tan sólo la musicalización del teclado de Peter Gordeno en modo piano.
Sobre todo se observó la casi completa ausencia de temas del álbum Exciter, el inmediatamente anterior, la cual se consideró como la forma del grupo de deleznar ese disco que tuvo un desigual resultado entre sus seguidores y en ventas, aunque cabe destacar que también se incluyó un solo tema del álbum Ultra durante toda la gira.

### Listado general de canciones
| Listado para Norteamérica 1 y Europa 1 1. Intro instrumental de I Want It All 2. A Pain That I'm Used To 3. John the Revelator 4. A Question of Time 5. Policy of Truth 6. Precious 7. Walking in My Shoes 8. Suffer Well 9. Tema interpretado por Martin Gore - Damaged People - Macro - Leave in Silence (en versión acústica) 10. Tema interpretado por Martin Gore - Home (con introducción de su versión Air "Around the Golf") 11. I Want It All 12. The Sinner in Me 13. I Feel You 14. Behind the Wheel 15. World in My Eyes 16. Personal Jesus 17. Enjoy the Silence Encore 18. Tema acústico interpretado por Martin Gore - Somebody - A Question of Lust - Shake the Disease - Leave in Silence 19. Just Can't Get Enough 20. Everything Counts 21. Never Let Me Down Again 22. Goodnight Lovers Nota: Los temas que presentan múltiples opciones, rotaron entre sí a lo largo del tour | Listado para Norteamérica 2 y Europa 2 1. Intro instrumental de I Want It All 2. A Pain That I'm Used To 3. A Question of Time 4. Suffer Well 5. Precious 6. Walking in My Shoes 7. Stripped 8. Tema interpretado por Martin Gore - Home (con introducción de su versión Air "Around the Golf") 9. - Blue Dress (en versión acústica) - Judas (en versión acústica) - It Doesn't Matter Two 10. In Your Room 11. - Nothing's Impossible - The Sinner in Me 12. John the Revelator 13. I Feel You 14. Behind the Wheel 15. World in My Eyes 16. Personal Jesus 17. Enjoy the Silence Encore 18. Tema acústico interpretado por Martin Gore - Shake the Disease - Leave in Silence - Judas - Somebody 19. - Photographic - Just Can't Get Enough 20. Never Let Me Down Again |

### Estadísticas
- Temas del Playing the Angel (9)
- Temas del Exciter (1)
- Temas del Ultra (1)
- Temas del Songs of Faith and Devotion (4)
- Temas del Violator (5)
- Temas del Music for the Masses (2)
- Temas del Black Celebration (4)
- Temas del Some Great Reward (1)
- Temas del Construction Time Again (1)
- Temas del A Broken Frame (1)
- Temas del Speak & Spell (2)
- Temas no pertenecientes a algún álbum de estudio: (1)
- Canciones tocadas en la gira anterior Exciter Tour: 10
- Total de canciones Interpretadas: 32
- Regresos: "Leave in Silence" ausente desde el Black Celebration Tour en 1986 (19 años). "Blue Dress" y "Shake the Disease" no tocadas desde el World Violation Tour en 1990 (15 años).
- Canción más reciente no perteneciente al álbum soporte de la gira: "Goodnight Lovers"
- Canción debut no perteneciente al álbum soporte de la gira: "Goodnight Lovers"
- Todos los sencillos interpretados de un álbum, no perteneciente al de soporte de la gira: "Violator".

### Variaciones
A lo largo del Tour, el listado de temas presentó distintos cambios. Estas son las diferentes canciones que se tocaron. En la columna # de las fechas, se indica cuál fue el listado interpretado.

#### Variaciones de Norteamérica 1 y Europa 1
Véase arriba el Listado de las mangas Norteamérica 1 y Europa 1
| Listado # | Tema #9          | Tema #18           |
| --------- | ---------------- | ------------------ |
| 1         | Damaged People   | Somebody           |
| 2         | Macro            | Somebody           |
| 3         | Damaged People   | A Question of Lust |
| 4         | Macro            | A Question of Lust |
| 5         | Macro            | Shake the Disease  |
| 6         | Damaged People   | Shake the Disease  |
| 7         | Leave in Silence | Somebody           |
| 8         | Macro            | Leave in Silence   |
| 9         | Damaged People   | Leave in Silence   |

#### Variaciones de Norteamérica 2 y Europa 2
Véase arriba el Listado de las mangas Norteamérica 2 y Europa 2
| Listado # | Tema #9               | Tema #11             | Tema #12           | Tema #18              | Tema #19              |
| --------- | --------------------- | -------------------- | ------------------ | --------------------- | --------------------- |
| 10        | No hubo               | Nothing's Impossible | No hubo            | Shake the Disease     | Photographic          |
| 11        | Blue Dress            | Nothing's Impossible | John the Revelator | Shake the Disease     | Photographic          |
| 12        | Judas                 | The Sinner in Me     | John the Revelator | Leave in Silence      | Just Can't Get Enough |
| 13        | It Doesn't Matter Two | Nothing's Impossible | No hubo            | Shake the Disease     | Photographic          |
| 15        | Judas                 | Nothing's Impossible | No hubo            | Shake the Disease     | Photographic          |
| 16        | It Doesn't Matter Two | The Sinner in Me     | No hubo            | Leave in Silence      | Photographic          |
| 17        | Judas                 | Nothing's Impossible | John the Revelator | Shake the Disease     | Photographic          |
| 18        | It Doesn't Matter Two | Nothing's Impossible | John the Revelator | Shake the Disease     | Photographic          |
| 19        | It Doesn't Matter Two | Nothing's Impossible | John the Revelator | Leave in Silence      | Photographic          |
| 20        | No hubo               | Nothing's Impossible | John the Revelator | It Doesn't Matter Two | Photographic          |
| 21        | No hubo               | Nothing's Impossible | John the Revelator | Judas                 | Photographic          |
| 22        | Judas                 | Nothing's Impossible | John the Revelator | Leave in Silence      | Photographic          |
| 23        | No hubo               | No hubo              | John the Revelator | Shake the Disease     | Photographic          |
| 24        | No hubo               | No hubo              | John the Revelator | Leave in Silence      | Photographic          |
| 25        | Judas                 | John the Revelator   | The Sinner in Me   | Shake the Disease     | Photographic          |
| 26        | It Doesn't Matter Two | Nothing's Impossible | John the Revelator | Somebody              | Photographic          |
| 27        | No hubo               | No hubo              | John the Revelator | Somebody              | Photographic          |
| 28        | It Doesn't Matter Two | No hubo              | John the Revelator | Leave in Silence      | Photographic          |
| 29        | It Doesn't Matter Two | No hubo              | John the Revelator | Shake the Disease     | Photographic          |

Nota #1: Listado 14. El 10/05/06 en Kansas City hubo repertorio especial por enfermedad de David. El listado fue "A Pain That I’m Used To", "A Question of Time", "Suffer Well", "Precious", "Walking in My Shoes", "Stripped", "Home", "It Doesn´t Matter Two", "In Your Room", "Leave in Silence", "A Question of Lust", "Somebody" y "Damaged People".
.
Nota #2: El 14/05/06 en Holmdel a continuación de "Photographic" se interpretó "Just Can´t Get Enough".

## Destinos de la gira

### Primera Manga: Norteamérica
| Fecha                   | País           | Ciudad         | Lugar                   | # |
| 28 de octubre de 2005   | Estados Unidos | Nueva York     | Bowery Balroom          | - |
| 3 de noviembre de 2005  | Estados Unidos | Tampa          | St. Pete Times Forum    | 1 |
| 5 de noviembre de 2005  | Estados Unidos | Atlanta        | Gwinnett Center         | 1 |
| 7 de noviembre de 2005  | Estados Unidos | Houston        | Toyota Center           | 1 |
| 8 de noviembre de 2005  | Estados Unidos | Dallas         | American Airlines Arena | 1 |
| 9 de noviembre de 2005  | Estados Unidos | San Antonio    | SBC Center              | 1 |
| 11 de noviembre de 2005 | Estados Unidos | Denver         | Magness Arena           | 1 |
| 12 de noviembre de 2005 | Estados Unidos | Salt Lake City | E Center                | 1 |
| 15 de noviembre de 2005 | Canadá         | Vancouver      | GM Place                | 1 |
| 16 de noviembre de 2005 | Estados Unidos | Seattle        | Key Arena               | 1 |
| 18 de noviembre de 2005 | Estados Unidos | San José       | HP Pavilion             | 1 |
| 19 de noviembre de 2005 | Estados Unidos | San Diego      | iPayOne Center          | 1 |
| 21 de noviembre de 2005 | Estados Unidos | Los Ángeles    | Staples Center          | 1 |
| 22 de noviembre de 2005 | Estados Unidos | Los Ángeles    | Staples Center          | 2 |
| 23 de noviembre de 2005 | Estados Unidos | Anaheim        | Arrowhead Pond          | 3 |
| 25 de noviembre de 2005 | Estados Unidos | Phoenix        | Glendale Arena          | 1 |
| 26 de noviembre de 2005 | Estados Unidos | Las Vegas      | The Joint               | 3 |
| 29 de noviembre de 2005 | Estados Unidos | Chicago        | Allstate Arena          | 1 |
| 30 de noviembre de 2005 | Estados Unidos | Detroit        | Auburn Hills            | 1 |
| 1 de diciembre de 2005  | Canadá         | Toronto        | Air Canada Centre       | 1 |
| 3 de diciembre de 2005  | Estados Unidos | Atlantic City  | Borgata                 | 1 |
| 4 de diciembre de 2005  | Canadá         | Montreal       | Bell Centre             | 1 |
| 7 de diciembre de 2005  | Estados Unidos | Nueva York     | Madison Square Garden   | 1 |
| 8 de diciembre de 2005  | Estados Unidos | Nueva York     | Madison Square Garden   | 4 |
| 9 de diciembre de 2005  | Estados Unidos | Fairfax        | Patriot Center          | 1 |
| 11 de diciembre de 2005 | Estados Unidos | Universal City | Gibson Amphitheatre     |   |

### Segunda Manga: Europa
| Fecha                 | País            | Ciudad             | Lugar                           | # |
| 13 de enero de 2006   | Alemania        | Dresde             | Messehalle                      | 1 |
| 15 de enero de 2006   | Alemania        | Hamburgo           | Color Line Arena                | 2 |
| 16 de enero de 2006   | Alemania        | Hamburgo           | Color Line Arena                | 3 |
| 18 de enero de 2006   | Alemania        | Berlín             | Velodrom                        | 2 |
| 20 de enero de 2006   | Alemania        | Düsseldorf         | LTU Arena                       | 2 |
| 21 de enero de 2006   | Alemania        | Düsseldorf         | LTU Arena                       | 3 |
| 23 de enero de 2006   | República Checa | Praga              | Sazka Arena                     | 2 |
| 24 de enero de 2006   | Alemania        | Érfurt             | Messehalle                      | 1 |
| 26 de enero de 2006   | Alemania        | Fráncfort del Meno | Festhalle                       | 5 |
| 29 de enero de 2006   | Bélgica         | Amberes            | Sportpaleis                     | 5 |
| 31 de enero de 2006   | Suiza           | Ginebra            | Arena de Genève                 | 5 |
| 1 de febrero de 2006  | Francia         | Marsella           | Le Dome                         | 5 |
| 3 de febrero de 2006  | Francia         | Toulouse           | Zénith de Toulouse              | 1 |
| 4 de febrero de 2006  | Francia         | Lyon               | Halle Tony Garnier              | 6 |
| 6 de febrero de 2006  | España          | Madrid             | Palacio de los Deportes         | 6 |
| 7 de febrero de 2006  | España          | Madrid             | Palacio de los Deportes         | 4 |
| 8 de febrero de 2006  | Portugal        | Lisboa             | Pavilhão Atlântico              | 6 |
| 10 de febrero de 2006 | España          | Barcelona          | Palau Sant Jordi                | 5 |
| 11 de febrero de 2006 | España          | Barcelona          | Palau Sant Jordi                | 3 |
| 14 de febrero de 2006 | Alemania        | Múnich             | Olympiahalle                    | 6 |
| 15 de febrero de 2006 | Alemania        | Múnich             | Olympiahalle                    | 4 |
| 16 de febrero de 2006 | Austria         | Viena              | Stadthalle                      | 6 |
| 18 de febrero de 2006 | Italia          | Milán              | Fila Forum                      | 6 |
| 19 de febrero de 2006 | Italia          | Milán              | Fila Forum                      | 4 |
| 21 de febrero de 2006 | Francia         | París              | Bercy                           | 5 |
| 22 de febrero de 2006 | Francia         | París              | Bercy                           | 3 |
| 23 de febrero de 2006 | Francia         | París              | Bercy                           | 7 |
| 25 de febrero de 2006 | Dinamarca       | Copenhague         | Parken Stadion                  | 6 |
| 26 de febrero de 2006 | Suecia          | Gotemburgo         | Scandinavium                    | 6 |
| 28 de febrero de 2006 | Noruega         | Oslo               | Spektrum                        | 6 |
| 1 de marzo de 2006    | Suecia          | Estocolmo          | Globen                          | 8 |
| 3 de marzo de 2006    | Rusia           | San Petersburgo    | SKK Arena                       | 6 |
| 4 de marzo de 2006    | Rusia           | Moscú              | Luzhniki                        | 8 |
| 6 de marzo de 2006    | Finlandia       | Helsinki           | Hartwall Arena                  | 6 |
| 9 de marzo de 2006    | Alemania        | Stuttgart          | Hans Martin Schleyerhalle       | 6 |
| 10 de marzo de 2006   | Alemania        | Friedrichshafen    | Messehalle                      | 6 |
| 11 de marzo de 2006   | Alemania        | Mannheim           | SAP Arena                       | 8 |
| 13 de marzo de 2006   | Austria         | Graz               | Stadthalle Graz                 | 6 |
| 14 de marzo de 2006   | Polonia         | Katowice           | Spodek                          | 6 |
| 16 de marzo de 2006   | Estonia         | Tallin             | Saku Suurhall                   | 5 |
| 17 de marzo de 2006   | Letonia         | Riga               | Arēna Rīga                      | 9 |
| 18 de marzo de 2006   | Lituania        | Vilna              | Siemens Arena                   | 3 |
| 21 de marzo de 2006   | Hungría         | Budapest           | Papp László Budapest Sportaréna | 6 |
| 22 de marzo de 2006   | Croacia         | Zagreb             | Dom Sportova                    | 6 |
| 24 de marzo de 2006   | Francia         | Amnéville          | Galaxie                         | 5 |
| 25 de marzo de 2006   | Francia         | Douai              | Gayant Expo                     | 3 |
| 26 de marzo de 2006   | Países Bajos    | Róterdam           | Ahoy                            | 5 |
| 28 de marzo de 2006   | Suiza           | Zúrich             | Hallenstadion                   | 6 |
| 30 de marzo de 2006   | Reino Unido     | Mánchester         | MEN Arena                       | 6 |
| 31 de marzo de 2006   | Reino Unido     | Birmingham         | N.E.C.                          | 8 |
| 2 de abril de 2006    | Reino Unido     | Londres            | Wembley Arena                   | 9 |
| 3 de abril de 2006    | Reino Unido     | Londres            | Wembley Arena                   | 5 |

### Tercera Manga:Norteamérica
A partir de esta etapa, la extensión de la gira recibió el nombre Open Air, ya que todos los conciertos fueron realizados al aire libre.
| Fecha               | País           | Ciudad           | Lugar                    | #  |
| 27 de abril de 2006 | Estados Unidos | Mountain View    | Shoreline Amphitheatre   | 10 |
| 29 de abril de 2006 | Estados Unidos | Indio            | Coachella Festival       | 10 |
| 30 de abril de 2006 | Estados Unidos | Las Vegas        | Theater Under The Stars  | 11 |
| 4 de mayo de 2006   | México         | México D.F.      | Foro Sol                 | 11 |
| 5 de mayo de 2006   | México         | México D.F.      | Foro Sol                 | 12 |
| 7 de mayo de 2006   | México         | Monterrey        | Arena Monterrey          | 13 |
| 10 de mayo de 2006  | Estados Unidos | Kansas City      | Starlight Theatre        | 14 |
| 13 de mayo de 2006  | Estados Unidos | Wantagh          | Jones Beach Amphitheatre | 15 |
| 14 de mayo de 2006  | Estados Unidos | Holmdel          | PNC BankArta Center      | 16 |
| 17 de mayo de 2006  | Canadá         | Montreal         | Bell Centre              | 17 |
| 18 de mayo de 2006  | Canadá         | Toronto          | Air Canada Centre        | 18 |
| 20 de mayo de 2006  | Estados Unidos | Atlantic City    | Borgata                  | 17 |
| 21 de mayo de 2006  | Estados Unidos | Washington D. C. | Nissan Pavilion          | 19 |

### Cuarta Manga: Europa
| Fecha               | País        | Ciudad        | Lugar                     | #  |
| 2 de junio de 2006  | Alemania    | Núremberg     | Rock Im Park Festival     | 20 |
| 4 de junio de 2006  | Alemania    | Nürburgring   | Rock Am Ring Festival     | 21 |
| 5 de junio de 2006  | Alemania    | Bremen        | Weserstadion              | 19 |
| 7 de junio de 2006  | Dinamarca   | Aarhus        | Atletion                  | 19 |
| 9 de junio de 2006  | Polonia     | Varsovia      | Stadion Legia             | 19 |
| 11 de junio de 2006 | Eslovaquia  | Bratislava    | Štadión Pasienky          | 19 |
| 12 de junio de 2006 | Hungría     | Budapest      | Puskás Ferenc Stadion     | 22 |
| 14 de junio de 2006 | Eslovenia   | Liubliana     | Central Bezigrad Stadium  | 18 |
| 16 de junio de 2006 | Italia      | Imola         | Heineken Jamming          | 23 |
| 17 de junio de 2006 | Suiza       | Interlaken    | Greenfileds Festival      | 23 |
| 21 de junio de 2006 | Bulgaria    | Sofía         | Lokomotiv Stadium         | 18 |
| 23 de junio de 2006 | Rumania     | Bucarest      | Stadionul Național        | 19 |
| 25 de junio de 2006 | Reino Unido | Londres       | Hyde Park                 | 23 |
| 26 de junio de 2006 | Irlanda     | Dublín        | The Point Depot           | 19 |
| 28 de junio de 2006 | Alemania    | Berlín        | Waldbühne                 | 19 |
| 29 de junio de 2006 | Francia     | Arrás         | Arras Place               | 18 |
| 1 de julio de 2006  | Francia     | Belfort       | Eurockeennes Festival     | 23 |
| 2 de julio de 2006  | Bélgica     | Werchter      | Werchter Festival         | 24 |
| 6 de julio de 2006  | Noruega     | Kristiansand  | Quart Festival            | 24 |
| 7 de julio de 2006  | Suecia      | Estocolmo     | Stockholms Olympiastadion | 18 |
| 10 de julio de 2006 | Suiza       | Locarno       | Moon & Stars              | 19 |
| 12 de julio de 2006 | Alemania    | Berlín        | Waldbühne                 | 25 |
| 13 de julio de 2006 | Alemania    | Berlín        | Waldbühne                 | 26 |
| 15 de julio de 2006 | Alemania    | Leipzig       | Festwiese                 | 26 |
| 17 de julio de 2006 | Italia      | Roma          | Curva Olimpico            | 18 |
| 19 de julio de 2006 | Suiza       | Nyon          | Paleo Festival            | 24 |
| 20 de julio de 2006 | Francia     | Nimes         | Arènes de Nîmes           | 19 |
| 22 de julio de 2006 | España      | San Sebastián | Anoeta                    | 26 |
| 23 de julio de 2006 | España      | Benicasim     | FIB Festival              | 27 |
| 25 de julio de 2006 | España      | Torrevieja    | Parque Antonio Soria      | 23 |
| 26 de julio de 2006 | España      | Granada       | Plaza de Toros            | 24 |
| 30 de julio de 2006 | Turquía     | Estambul      | Arena Kurucesme           | 28 |
| 1 de agosto de 2006 | Grecia      | Atenas        | Terra Vibe                | 29 |

### Conciertos cancelados
En un principio la gira iba a empezar el 2 de noviembre de 2005 en Fort Lauderdale, pero el concierto se suspendió por motivos de seguridad a causa del Huracán Wilma. El 2 de mayo se canceló el concierto previsto en El Paso por un conflicto de calendario. El 11 de mayo de 2006 se suspendió el concierto previsto en Chicago debido a una laringitis que sufría Dave Gahan. El 28 de julio de 2006 se realizaría un concierto en Lisboa, pero fue cancelado debido a que no se llegó a un arreglo con la promotora de allá. El 3 de agosto de 2006 se suspendió el concierto previsto en Tel Aviv (Israel) debido a la Guerra del Líbano de 2006.
| Fecha                  | País           | Ciudad          |
| 2 de noviembre de 2005 | Estados Unidos | Fort Lauderdale |
| 2 de mayo de 2006      | Estados Unidos | El Paso         |
| 11 de mayo de 2006     | Estados Unidos | Chicago         |
| 28 de julio de 2006    | Portugal       | Lisboa          |
| 3 de agosto de 2006    | Israel         | Tel Aviv        |